# Józef Benedykt Leszczyński
Józef Benedykt Leszczyński herbu Abdank (zm. 27 czerwca 1791) – podkomorzy bełski w latach 1783–1791, podsędek bełski w latach 1765–1783, podstarości i sędzia grodzki horodelski w latach 1750–1752, podstoli horodelski w latach 1748–1752, sędzia grodzki łucki, sędzia kapturowy w 1764.
Był deputatem województwa bełskiego na Trybunał Główny Koronny w 1753 roku. W 1764 roku był elektorem Stanisława Augusta Poniatowskiego z województwa bełskiego, poseł bełski na sejm elekcyjny. Odznaczony Orderem św. Stanisława w 1787. Hrabia galicyjjski od 1782.